# Çò des de Tròi
Çò des de Tròi és un edifici d'Arró al municipi d'Es Bòrdes inclòs en l'Inventari del Patrimoni Arquitectònic de Catalunya.

## Descripció
Antic "auvitatge" que compta amb una casa precedida d'un pati clos amb el portal, una grandiosa borda a l'altra banda de l'actual plaça, i una "borda hurana" en el fons de la vall, en el límit de l'antic terme. La casa és de secció rectangular, amb la façana paral·lela a la "capièra" i orientada a migdia. Les obertures de fusta defineixen dues plantes (4-4) i les "lucanes", "capochines" i "boques de lop", dos nivells en "l'humarau". La coberta d'encavallades de fusta sosté un llosat de pissarra, de dos vessants amb les pales força pronunciades i l'aresta reforçada amb planxes de Zinc, i de "tresaigües" amb "humenèges" a cada banda. La decoració de la façana combina pintura i l'arrebossat amb les motllures, en concret una sanefa longitudinal que separa les plantes i una pilastra situada a cada extrem, però sense confondre's amb les cantonades. En aquestes s'han recuperat motius ornamentals en gris i en groc que destaquen sobre el fons blanc, combinació colors que conserva la cornisa.

## Història
La casa de Tròi comparteix en els registres més antics de la Val. Des del segle xvii, inclusiu, es troba relacionada amb el conegut llinatge des Sobirà, i d'ençà del segle xviii amb el no menys important dels Ademà. Entre altres dades, el qüestionari de Francisco de Zamora reporta que els d'aquesta eren francs de moldre perquè havien cedit el seu molí al Comú.